# Sicurezza fisica
La sicurezza fisica è il complesso di misure che prevengono o dissuadono gli attaccanti dall'accedere a un locale, a una risorsa o a informazioni e delle linee guida su come progettare strutture in grado di resistere ad atti ostili. Può essere semplice come una serratura di una porta o elaborato, come una struttura di guardie giurate armate e guardina.
Mentre la sicurezza informatica ha guadagnato sempre più attenzione negli ultimi anni, non bisogna trascurare l’importanza di un solido sistema di sicurezza fisica.

## Principi generali
La sicurezza fisica è spesso detta anche sicurezza fisica-ambientale specie quando si vuole allargare il contesto alle misure e ai dispositivi fisici delle aree che circondano l'edificio (varchi di entrata-uscita o carico-scarico, parcheggi o soste, percorsi pedonali, zone ad uso pubblico, ecc). Oppure per ambientale s'intende la sicurezza fisica relativa ad una stanza, piano, vano nel loro insieme.
La sicurezza fisica non è un concetto moderno. La sicurezza fisica esiste per scoraggiare le persone ad entrare in una struttura. Esempi storici di sicurezza fisica comprendono le mura cittadine, i fossati. Il fattore chiave è che la tecnologia usata per la sicurezza fisica è cambiata nel tempo. Mentre nelle ere passate, non c'erano tecnologie basate sull'infrarosso passivo (Passive Infrared, PIR), sistemi di controllo accessi elettronici, o telecamere di un sistema di videosorveglianza, la metodologia base della sicurezza fisica non è mutata nel tempo.
La sicurezza fisica riveste un ruolo fondamentale nella protezione delle strutture aziendali da intrusioni, furti o attacchi dannosi.

## Elementi e progettazione

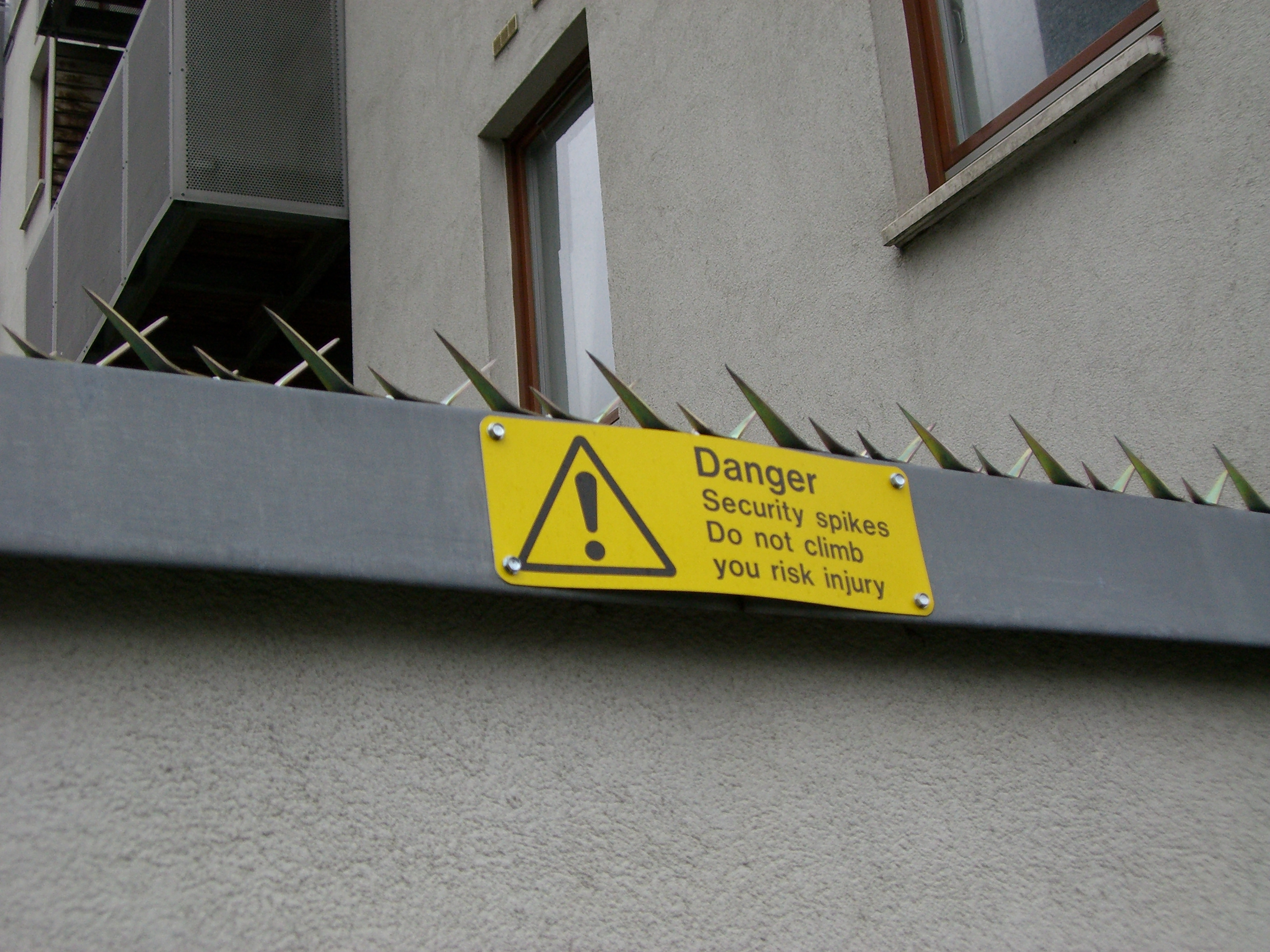
Filo spinato in cima ad un muro

Il campo dell'Ingegneria della sicurezza (security engineering in inglese) ha identificato i seguenti elementi della sicurezza fisica:
- protezione contro le esplosioni;
- barriere per vanificare attaccanti impreparati e ritardare gli attaccanti seri facendo sì che sia probabile che gli attacchi vengano notati:
  - allarmi,
  - illuminazione di sicurezza,
  - pattuglie di guardie giurate
  - Televisione a circuito chiuso per Videosorveglianza,
- risposte di sicurezza, per respingere, catturare gli attaccanti quando l'attacco è scoperto.

In un sistema ben progettato, queste funzioni devono complementarsi a vicenda

Quindi gli obiettivi della Sicurezza fisica sono:
- proteggere le aree, impedendo accessi non autorizzati, danni e interferenze agli

ambienti, danneggiamento delle informazioni e impedimento allo svolgimento dei
servizi e dei processi IT;
- proteggere gli apparati mediante la prevenzione di perdite, danni, manomissione degli

investimenti e interruzione delle attività;
- prevenire la possibilità di manomissione o di furto delle informazioni e degli strumenti di elaborazione. Ci sono almeno quattro livelli di sicurezza fisica:
- progettazione ambientale
- Controllo accessi meccanico, elettronico e procedurale
- Controllo antiintrusione
- Videosorveglianza
- Identificazione del personale

L'obiettivo è convincere i potenziali attaccanti che i probabili costi dell'attacco siano più alti del valore potenzialmente guadagnato nell'attacco.
Il livello iniziale di Sicurezza per un complesso di edifici, un edificio, ufficio o spazio fisico usa la Prevenzione del crimine attraverso la progettazione ambientale per distogliere le minacce. Alcuni degli esempi più comuni sono anche le più basilari:
- filo spinato
- steccati e cartelli di avviso
- bitte o colonnine di cemento,
- transenne e barriere metalliche
- limitatori di altezza di veicoli
- illuminazione del sito
- trincee

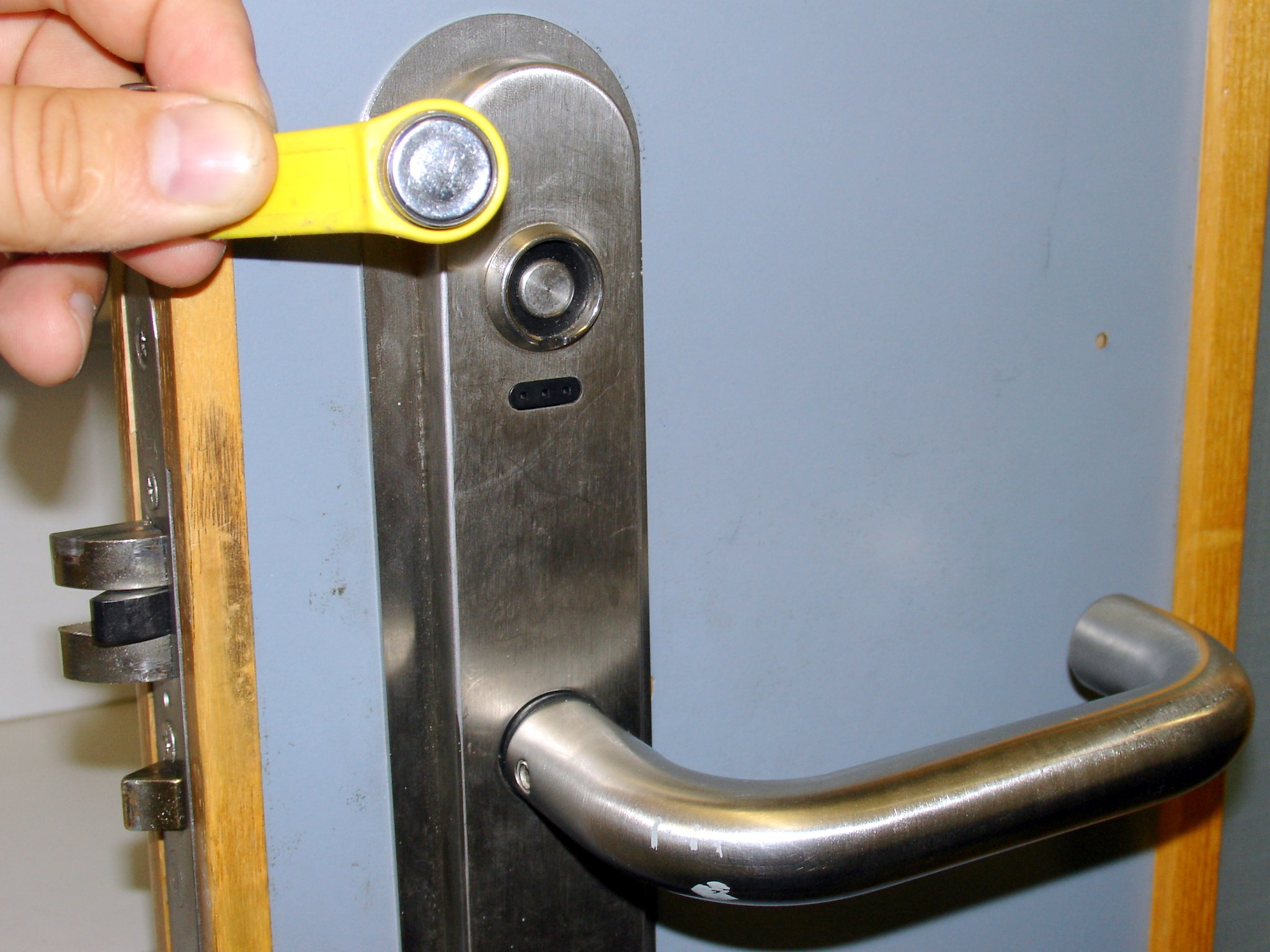
Controllo accessi elettronico

Il livello successivo è quello meccanico e include cancelli, porte e serrature. Il controllo delle chiavi diventa un problema con un numero alto di utenti e con il loro Avvicendamento.
Le chiavi presto diventano ingestibili, richiedendo l'adozione di un Controllo accessi elettronico, che può facilmente gestire gruppi numerosi di utenti, controllando il ciclo di vita degli utenti, i loro orari, giornate, punti di accesso. Per esempio i diritti di accesso di un utente possono consentirgli l'ingresso dalle 7 alle 19 da lunedì a venerdì per un periodo di 90 giorni solamente. Un'altra tipologia di controllo accessi procedurale include l'uso di politiche, processi e procedure per gestire l'ingresso ad aree riservate. Un esempio di ciò è il dispiegamento di personale addetto alla sicurezza a determinati punti di ingresso per fare verifiche. Questa forma di controllo accessi è normalmente integrata da altre forme di controlli accessi (per esempio controllo accessi meccanico o elettronico) o da strumenti semplici come lasciapassare fisici.
Un sotto livello addizionale per i sistemi di protezione meccanici o elettronici è raggiunto integrando un sistema di gestione delle chiavi per gestire il possesso e l'utilizzo di chiavi meccaniche per serrature.
Il terzo livello è un sistema di Controllo anti intrusione o di allarmi. Il controllo anti intrusione sorveglia gli attacchi. È più una misura di reazione, sebbene si potrebbe arguire che costituisca un deterrente. Questi sistemi possono avere un numero alto di Falso positivo.

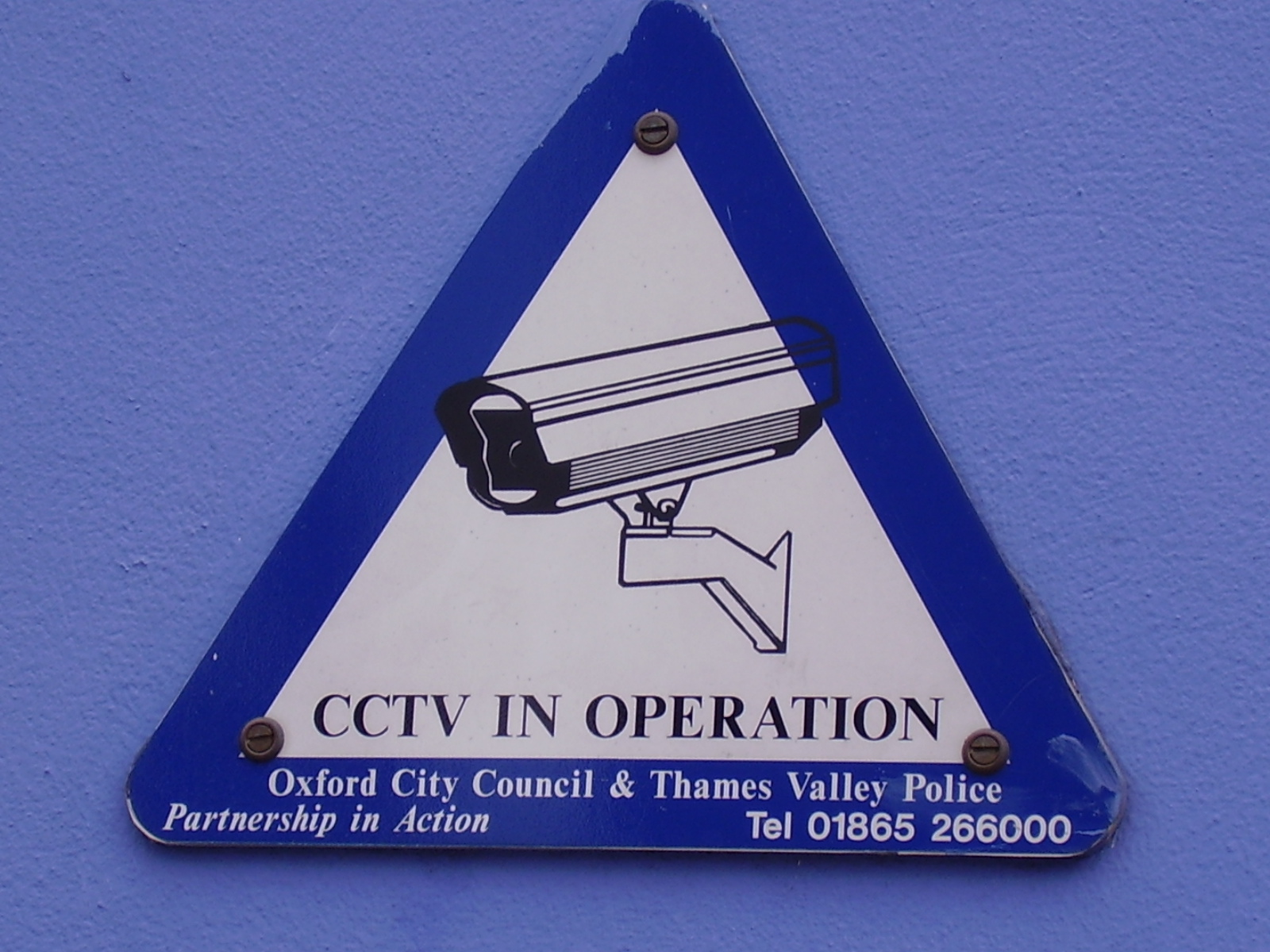
Avviso di Televisione a circuito chiuso

L'ultimo livello è la Videosorveglianza. Telecamere di sicurezza possono essere un deterrente in molti casi, ma la loro forza deriva dal riscontro e dall'analisi storica. Per esempio se si è generato un allarme e c'è una telecamera in luogo, la telecamera può fornire immagini per verificare gli allarmi. Nei casi in cui ci fosse già stato un attacco e vi è una telecamera sul punto di attacco, la videoregistrazione può essere rivista.
Sebbene il termine Televisione a circuito chiuso sia molto usato, sta diventando obsoleto, se preso alla lettera, poiché molti sistemi di videosorveglianza trasmettono le immagini sulle reti dati.
I progressi dell'Informatica stanno trasformando la videosorveglianza nell'analisi delle immagini.
Per esempio una volta che una immagine è digitalizzata diventa elaborabile da sofisticati algoritmi. Dato che la velocità e l'accuratezza dell'analisi automatica cresce, i sistemi video possono evolvere da un sistema di sorveglianza ad un sistema di controllo anti intrusione e di controllo accessi. Sistemi simili sono impiegati in diverse città italiane per il controllo delle auto che accedono ai centri storici. Non è una forzatura immaginare una video camera che fornisce dati ad un elaboratore che comanda una serratura di una porta. Invece di usare qualche tipo di chiave, sia di tipo meccanico che elettrico, il viso di una persona diventa la chiave (biometrica). Infatti, FST21, un'azienda israeliana commercializza negli Stati Uniti prodotti che fanno proprio ciò. In Italia il Garante per la protezione dei dati personali scoraggia tali pratiche
Quando si considera lo specifico progetto, si possono usare numerosi tipi di telecamere, per diverse applicazioni. Uno deve analizzare i propri bisogni e scegliere secondo questi.

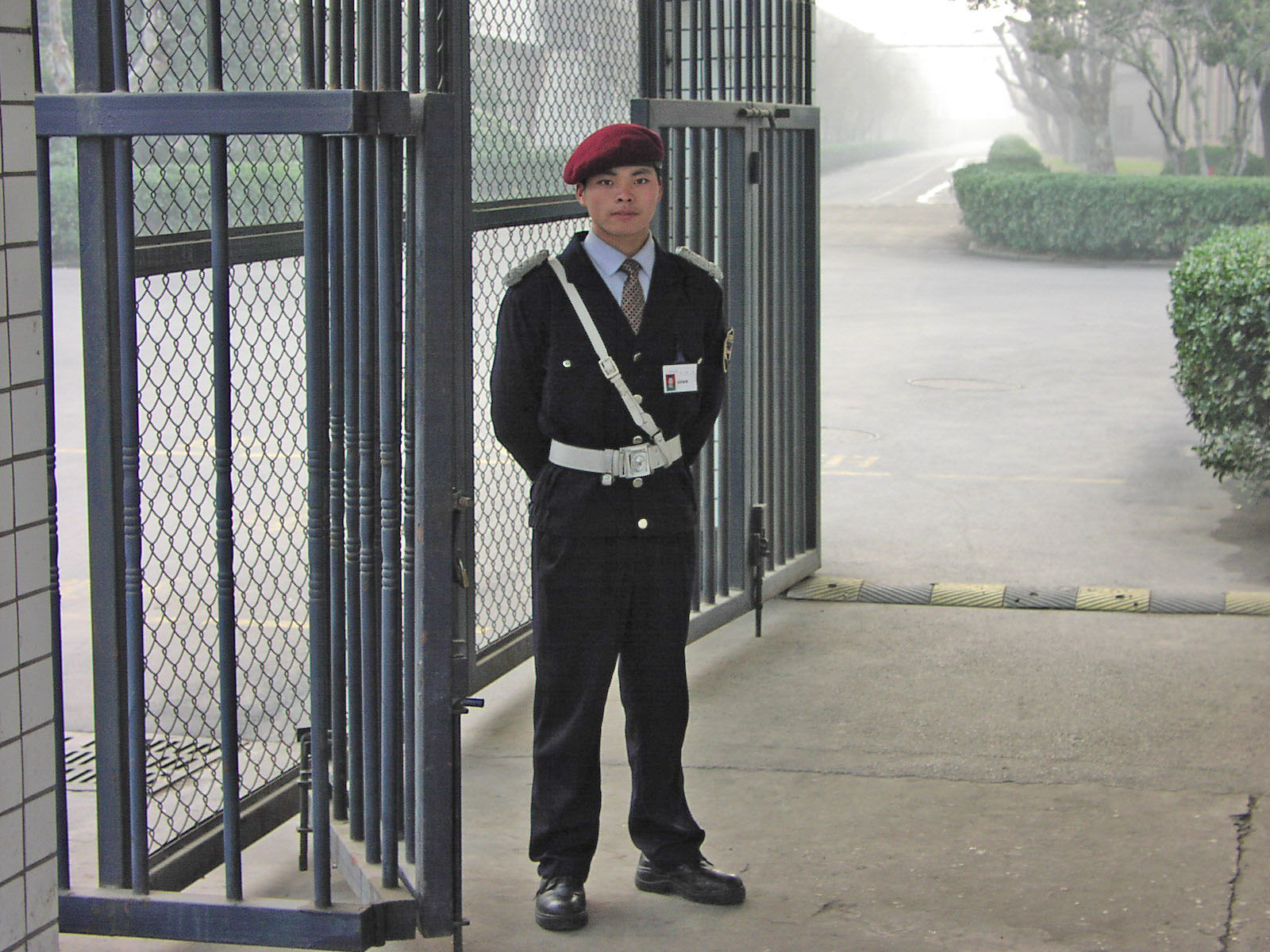
Guardia giurata presso uno stabilimento

Le persone sono intrecciati in questi quattro livelli. Le guardie hanno un ruolo in tutti gli strati, nel primo come pattuglie e ai posti di guardia. Nel secondo livello per gestire il controllo elettronico d'accesso. Nel terzo per rispondere agli allarmi. La forza di risposta deve essere capace di giungere sul posto in un tempo inferiore a quello stimato agli attaccanti di rompere le barriere.
E nel quarto per osservare ed analizzare i video. Gli utenti ovviamente hanno un ruolo anche facendo domande a persone sospette e informando la vigilanza. I sistemi di identificazione aiutano nell'identificazione delle persone come conosciute o sconosciute.
Spesso i distintivi (badge) sono usati in coppia con i sistemi elettronici di controllo accessi. I visistatori sono spesso invitati ad indossare un distintivo visitatore.

## Esempi

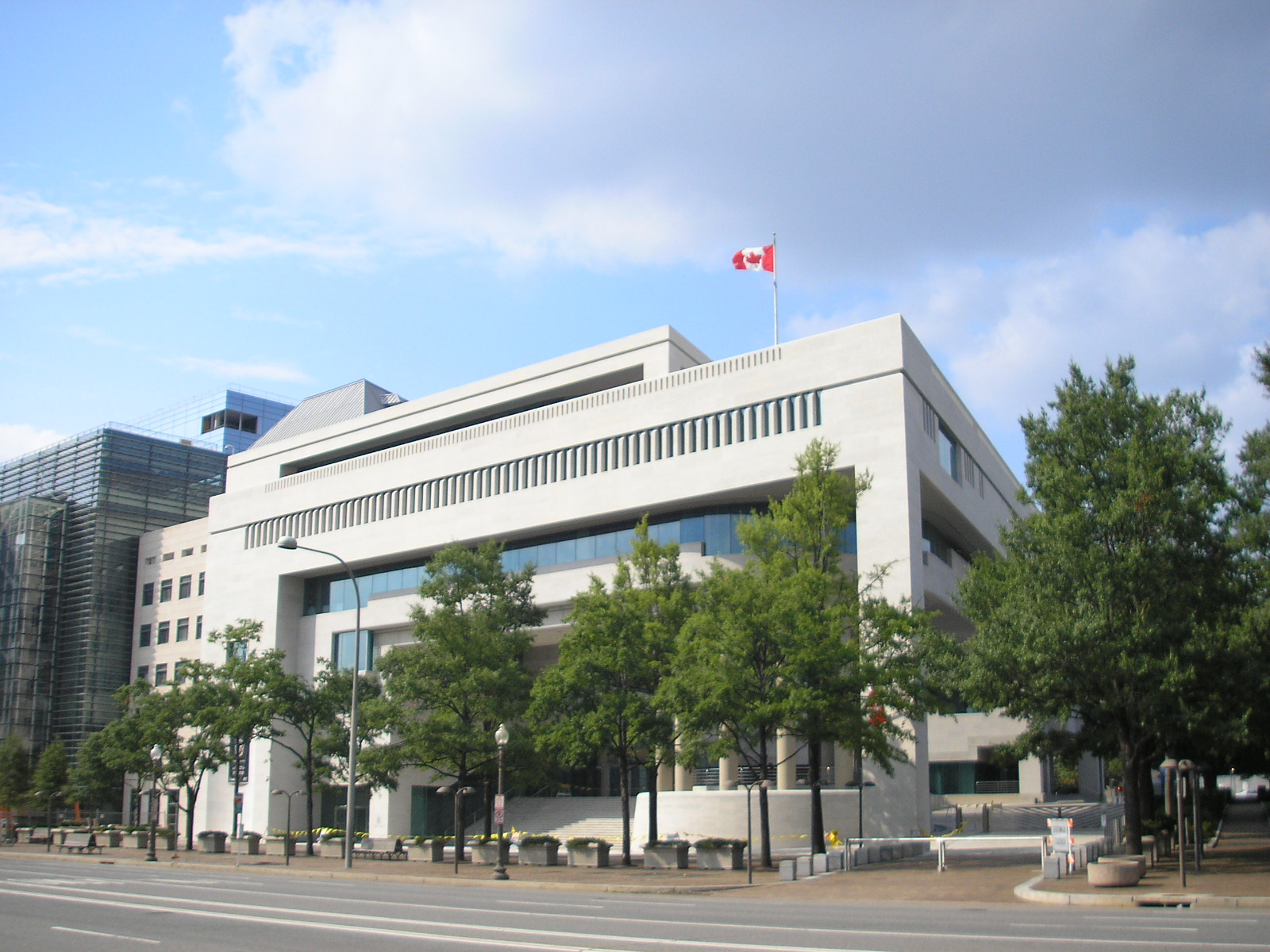
Ambasciata Canadese a Washington, D.C. che mostra dei vasi usati come barriere per i veicoli e barriere e cancelli presso l'entrata dei veicoli

Molte installazioni, a miriadi di scopi differenti, hanno ostacoli fisici per prevenire le intrusioni. Possono essere alte mura, filo spinato, vetri in cima ai muri, eccetera.
La presenza di sensori passivi a infrarossi è comune in molti posti, come mezzi per accorgersi di intrusioni nell'impianto.
Inoltre le telecamera di una Televisione a circuito chiuso stanno diventando sempre più diffuse come mezzi per identificare le persone che entrano in un posto.
Le imprese usano una varietà di opzioni per la sicurezza fisica, comprendenti le Guardia giurata, le palizzate elettriche, le videocamere, i sensori di movimento, i fari.
I Bancomat (o distributori di denaro contante) sono protetti non facendoli invulnerabili, ma rovinando (macchiando) le banconote in caso di attacco. Le banconote tinte informano della provenienza illegale delle medesime.
Le casseforti sono classificate in base al tempo in minuti impiegato da uno scassinatore pèrovetto e ben attrezzato per aprire la cassaforte.
Queste classifiche sono sviluppate da scassinatore molto bravi assoldati dalle assicurazioni, quali Underwriters Laboratories.
In un sistema ben progettato occorre che il tempo tra i controlli delle pattuglie di guardie o il tempo necessario di giungere sul luogo delle forze di risposta sia inferiore a quello di resistenza della barriera.
Nascondere le risorse, o nascondere il fatto che le risorse abbiano un valore, è spesso una buona idea in quanto riduce l'esposizione agli attaccanti e può causare rallenatmenti all'attacco, ma non deve essere il mezzo principale per assicurare la sicurezza (vedi Sicurezza tramite segretezza) e la talpa (persona di fiducia che aiuta l'efrattore)
Anche aspetti non tecnologici quali un cespuglio spesso e spinoso possono contribuire alla Sicurezza fisica ad alcuni posti, specialmente in un'area residenziale.